# Rue Yefe Nof (Haïfa)
La rue Yefe Nof (en hébreu: יפה נוף), littéralement rue du beau Paysage, mais connue aussi sous le nom anglais de Panorama street, est une rue située à Haïfa en Israël.

## Situation et accès
Située en haut du mont Carmel, elle offre une vue sur toute la baie d'Haïfa, jusqu'à Acre et par beau temps jusqu'à Rosh HaNikra et même le Liban. Surplombant les jardins Bahaï, elle est une des principales attractions touristiques d'Haïfa.
La rue Yefe Nof est une rue orientée sud-est, qui commence au tout début de l'avenue Ha'Nassi, avant que celle-ci n'ai effectué son virage à angle droit, et finit place du Rotary. Parallèle à l'avenue Ha'Nassi, artère principale du Carmel central, sur la plus grande partie de sa longueur, elle longe sur plus de 2 km la crête du mont Carmel.

## Origine du nom
Yefe Nof (en lettre hébraïque: יפה נוף) signifie en hébreu: Belle vue, ce qui parait évident compte tenu de la vue exceptionnelle que l'on a de la baie de Haïfa et par temps clair jusqu'à la ville d'Acre située à une vingtaine de kilomètres au nord de Haïfa..

## Bâtiments remarquables et lieux de mémoire

### Musée Mané-Katz
Situé 89 rue Yefe Nof, le musée, ouvert en 1977, se trouve dans l'ancienne maison où habitait Emmanuel Mané-Katz durant les dernières années de sa vie. Emmanuel Mané-Katz (1894-1962), un des peintres éminents de l'École de Paris, séjourne pour la première fois en Palestine mandataire en 1928. Il prend plus tard l'habitude de visiter annuellement la Palestine puis Israël, jusqu'à son installation définitive à Haïfa en 1958.
Le musée est rattaché depuis le mois d'août 2010 à l'Union des musées d'Haïfa et a reçu en novembre de la même année une subvention de la municipalité d'Haïfa pour sa rénovation. Le musée a rouvert ses portes au public le 9 avril 2011 sous la direction de Svetlana Reingold, la conservatrice nouvellement nommée.

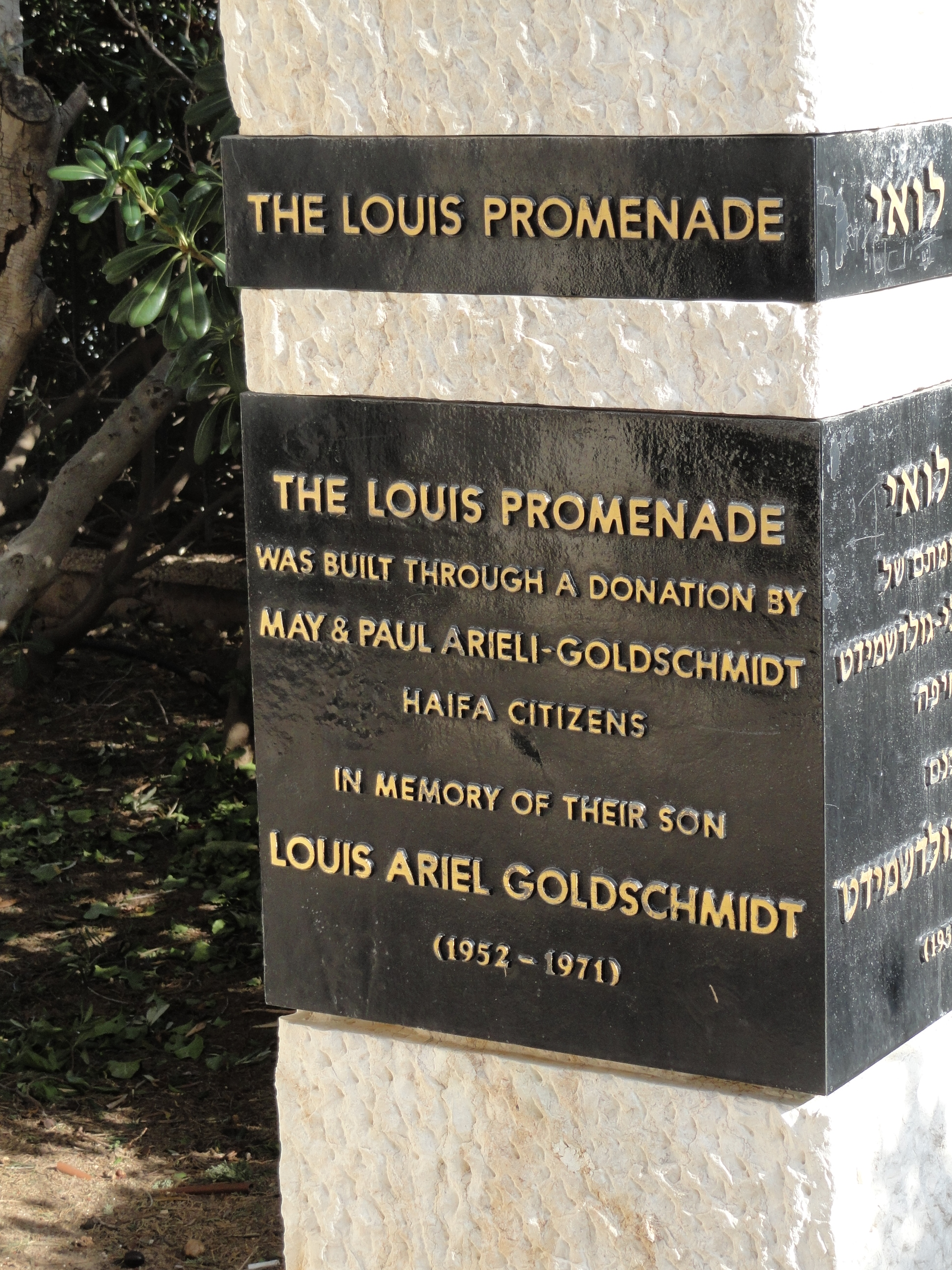
Plaques commémoratives

« L'intention du musée, est de présenter au public une culture qui s'étend au-delà des frontières du temps et de l'espace qui l'ont nourrie et influencée, et sur laquelle Mané Katz a laissé sa propre empreinte. Bien que l'emphase soit mise sur les sujets concernant la Zone de Résidence et les ghettos d'Europe de l'Est, Mané Katz était un artiste universel. Il se voyait comme un citoyen du monde et était en permanence en train de voyager, si bien qu'il n'y a que très peu de pays qu'il n'ai pas visités dans le but de peindre ou d'y exposer. »

### Promenade Louis
La Promenade Louis (en hébreu: טיילת לואי translitéré en Tayelet Louis), d'une longueur de 400 mètres, a été offerte par Paul Arieli-Goldschmidt, un important entrepreneur en bâtiment d'origine sud-africaine, et par sa femme May, à la mémoire de leur fils Louis Ariel (1952 – 1971), décédé à l'âge de 19 ans dans un accident de la route.
Construite en 1992, sous la direction d'Havis Stein, elle longe en hauteur la rue Yefe Nof, offrant une des plus belles vues panoramiques sur la baie d'Haïfa. Des plantes domestiques s'entremêlent le long de la promenade avec des arbres moyen-orientaux. Un petit bassin apporte de la fraicheur les jours de grosse chaleur. La promenade se termine à hauteur de l'entrée supérieure des terrasses baha'ies et est prolongée par le jardin Yefe Nof.

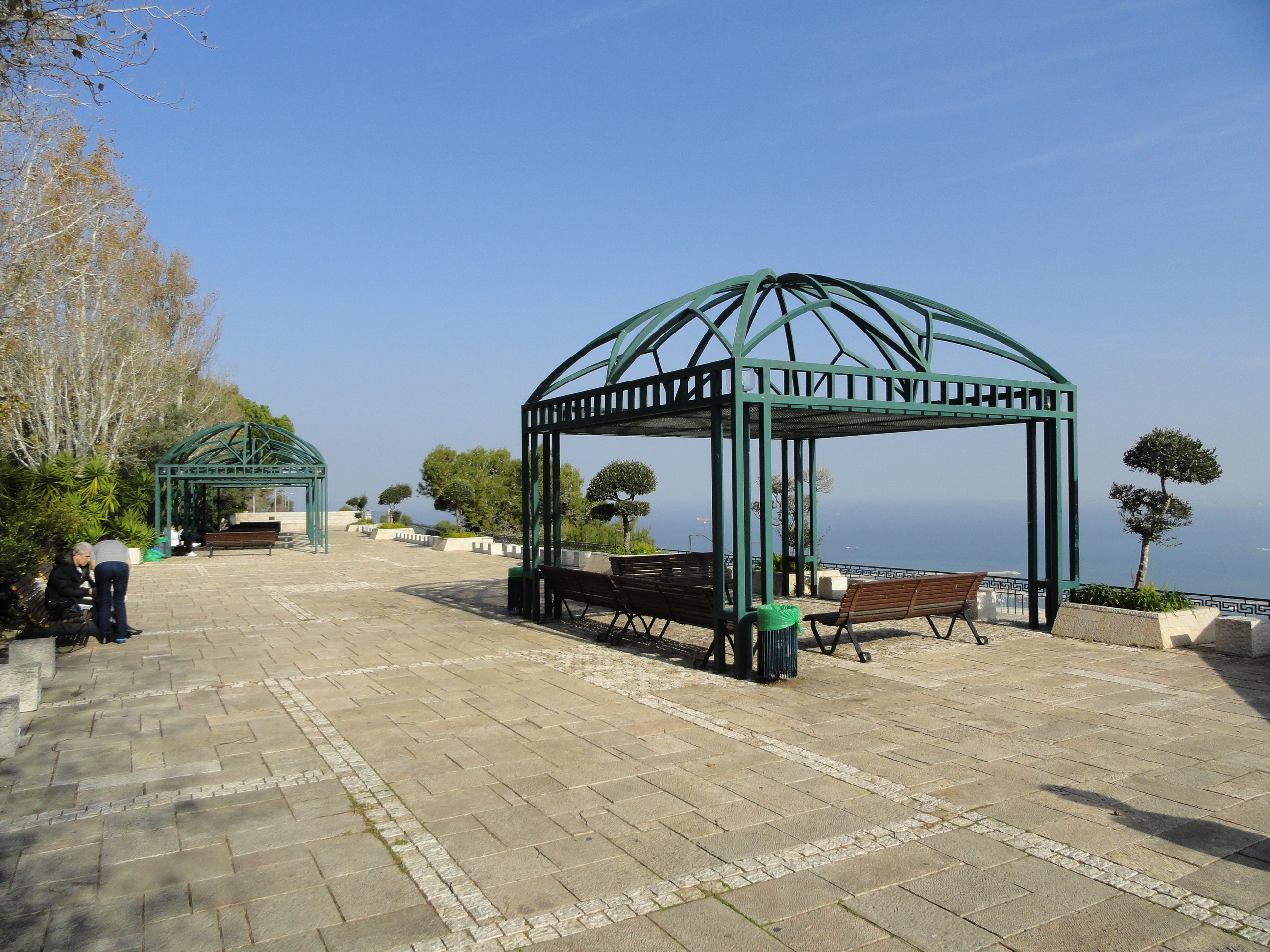
Une des terrasses d'observation de la Promenade Louis
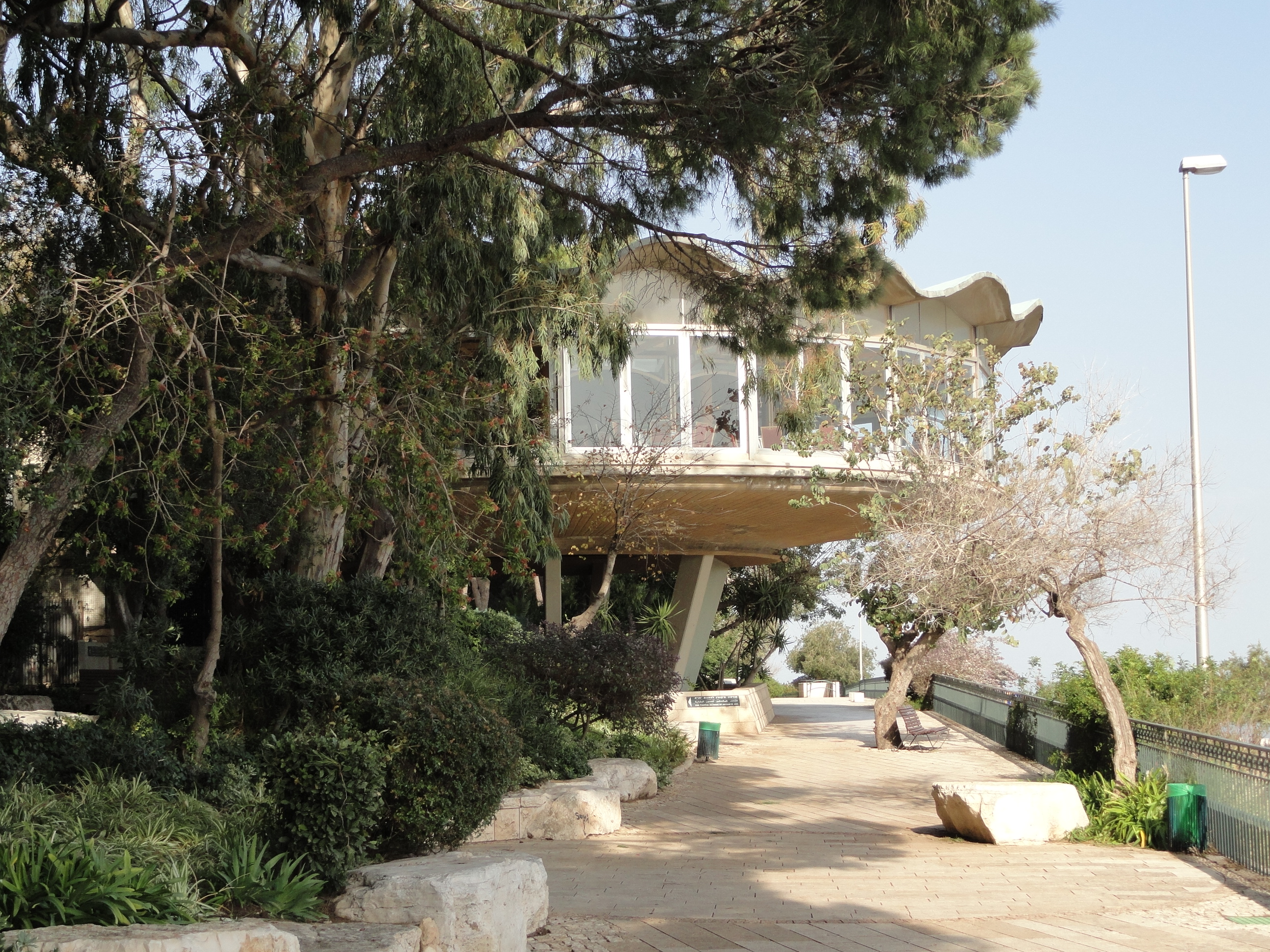
La Promenade Louis avec le restaurant panoramique du Dan Hotel
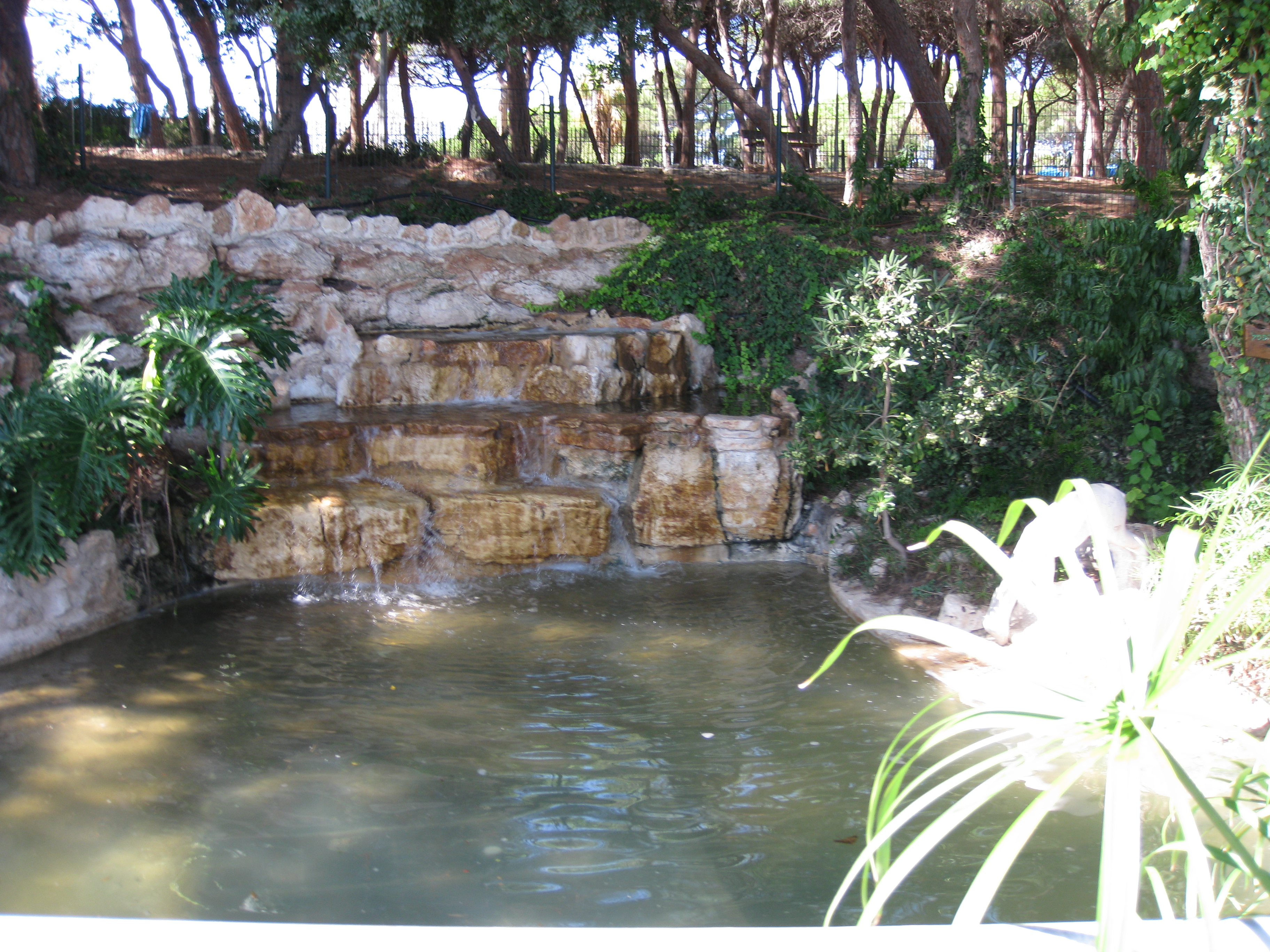
Le bassin avec sa chute d'eau à l'ombre des arbres
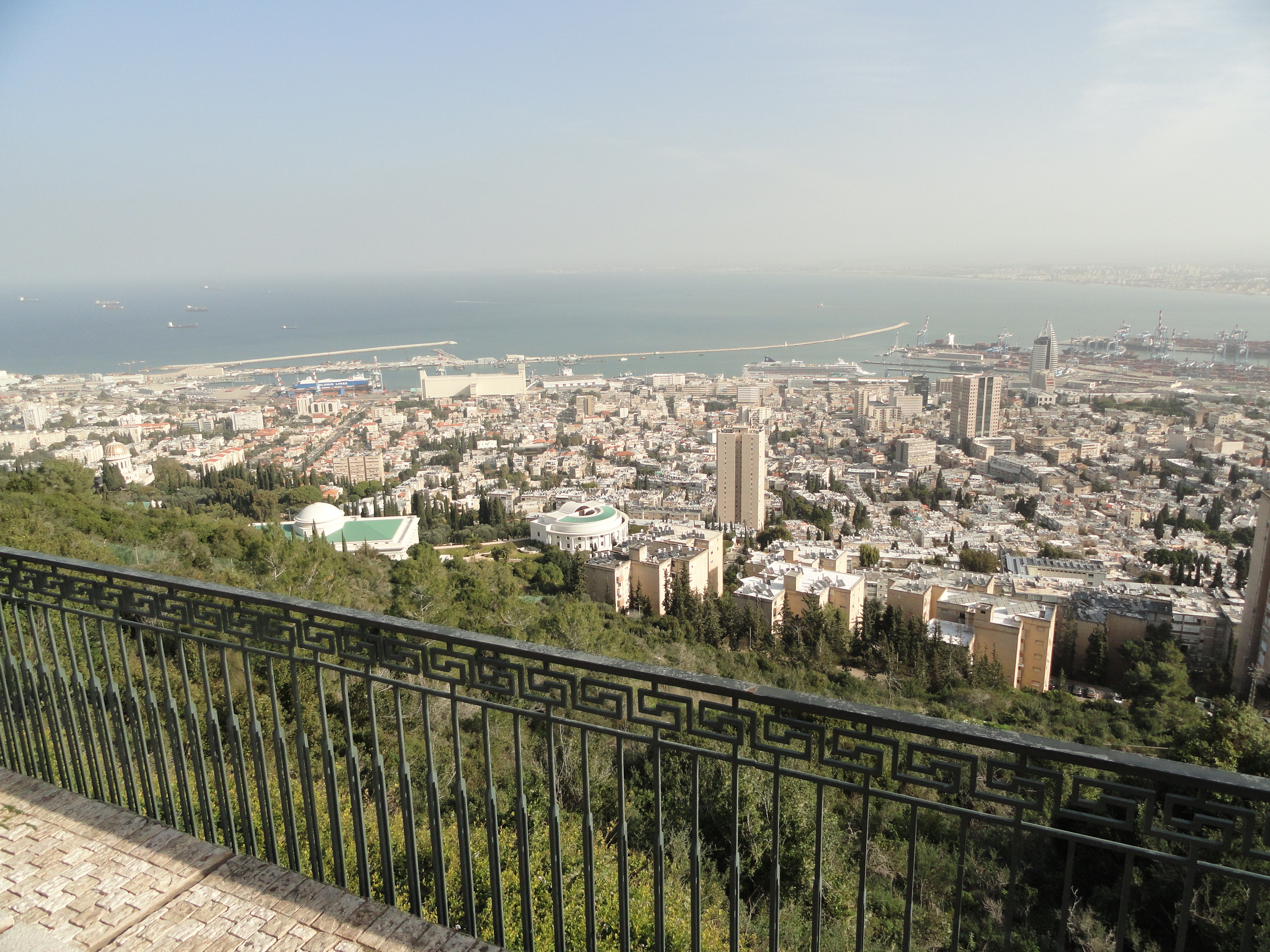
Vue de la baie d'Haïfa de la Promenade Louis
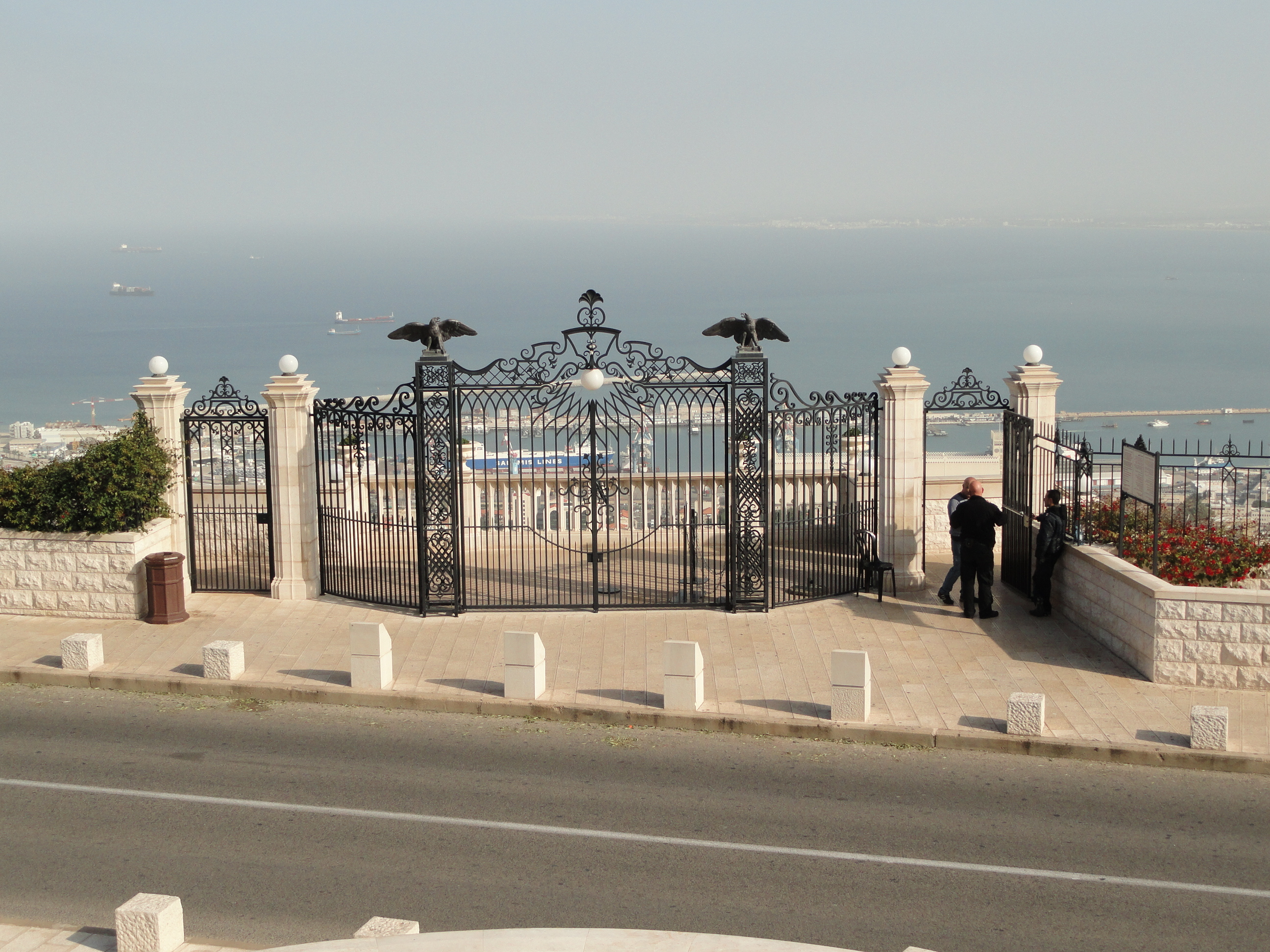
Grille d'entrée des jardins Bahaï vue de la Promenade Louis

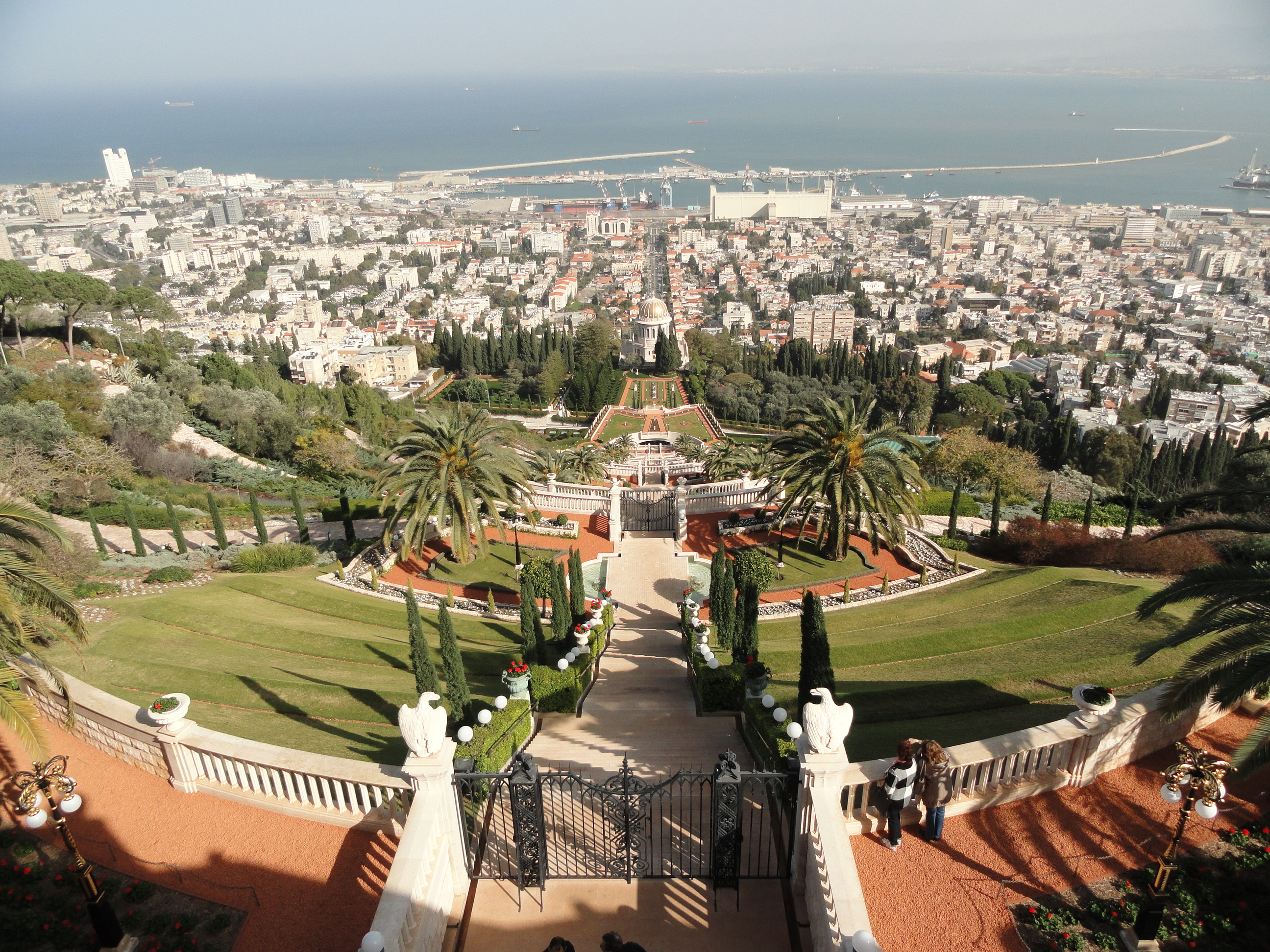
Les terrasses Bahaï vues de l'entrée rue Yefe Nof

### Terrasses baha'ies
Les terrasses baha'ies descendent en dix-neuf degrés successifs, des hauteurs du mont Carmel, jusqu'à l'avenue Ben Gourion, rue centrale de l'ancienne Colonie allemande. Ces jardins renferment le mausolée du Bàb, fondateur du babisme et précurseur du bahaïsme, reconnaissable à son dôme doré.
L'entrée supérieure du jardin, d'où partent les visites guidées, est située 61 rue Yefe Nof. On y pénètre par une grille en fer forgé, donnant sur balcon offrant une vue plongeante sur le jardin jusqu'à la Colonie Allemande et au fond le port avec le Dagon (silo à grains).

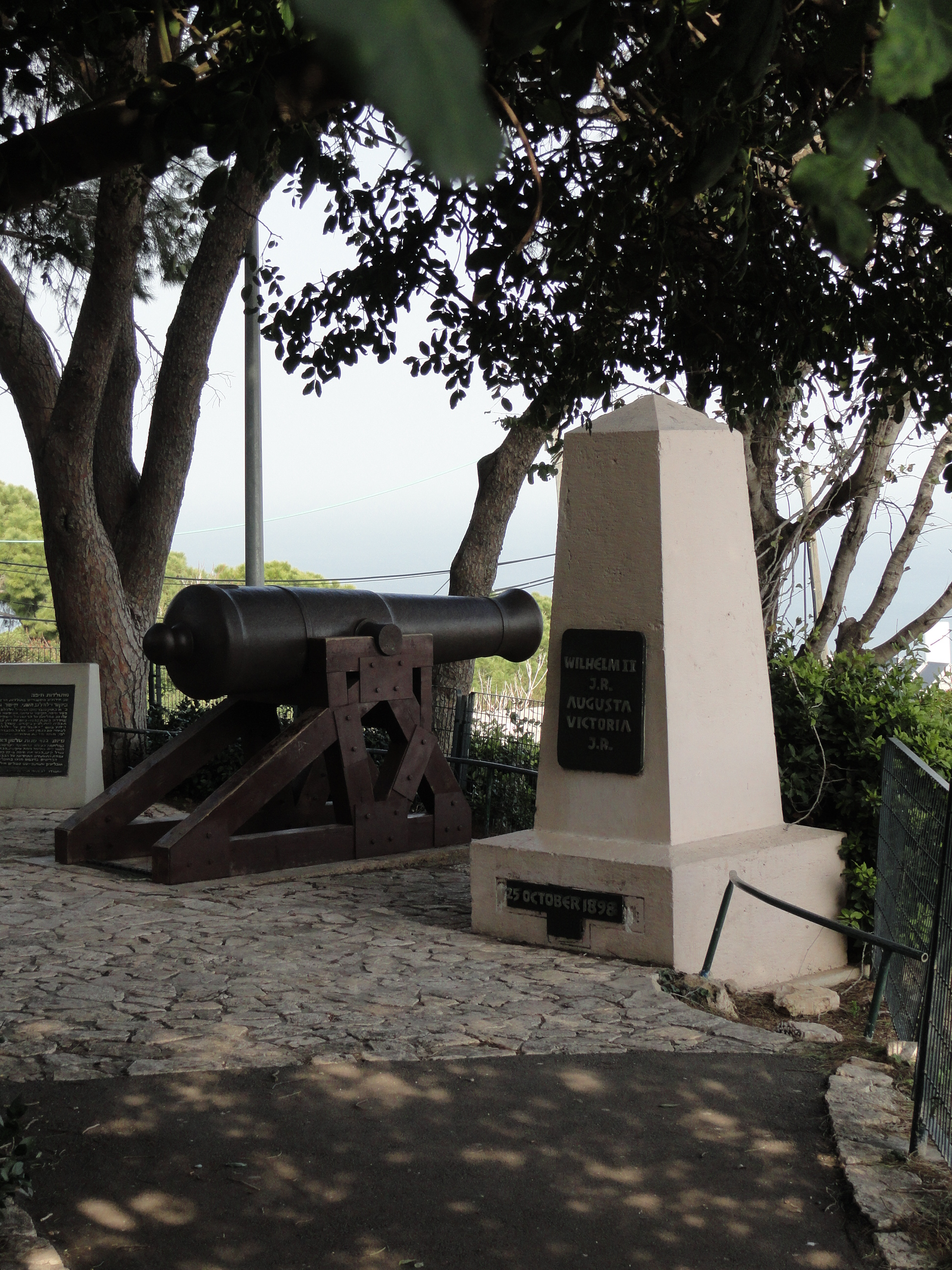
La pyramide du Kaiser et le Canon turc surplombant la baie de Haïfa

### Jardin Yefe Nof

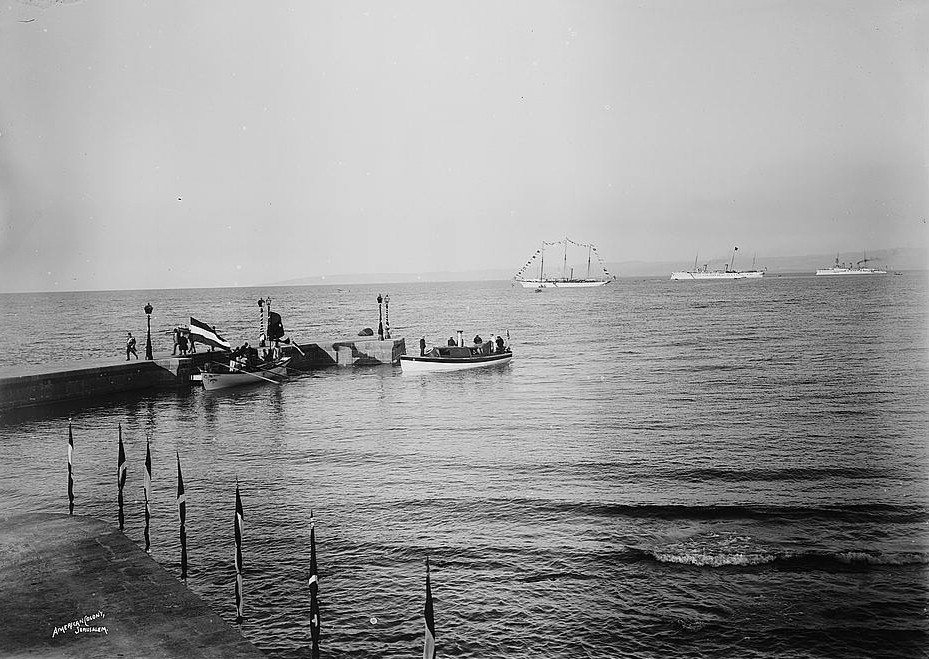
Guillaume II débarquant dans le port d'Haïfa en 1898

Le jardin Yefe Nof est un petit jardin peu visité. Cachés de la rue par les arbres, se trouvent deux monuments commémorant des événements qui se sont déroulés sur le site avant la création de l'État d'Israël:
- La pyramide du Kaiser, élevée pour commémorer la visite en Terre sainte du dernier empereur d'Allemagne Guillaume II et de sa femme Augusta-Victoria, en 1898. Son bateau accoste le 25 octobre dans la rade d'Haïfa, près de la Colonie Allemande, et il est invité à contempler la colonie des hauteurs du Carmel[2]. Douze ans plus tard, en 1910, la Société des Templiers érige le monument en son honneur et crée autour un parc public qu'elle nomme la place du Kaiser, et où elle organisera ses festivités.

Après sa visite d'Haïfa, le couple impérial se rend à Jérusalem sur les lieux saints.
En 1982, le petit-fils de l'empereur visite Haïfa. En son honneur, la municipalité restaure le site.

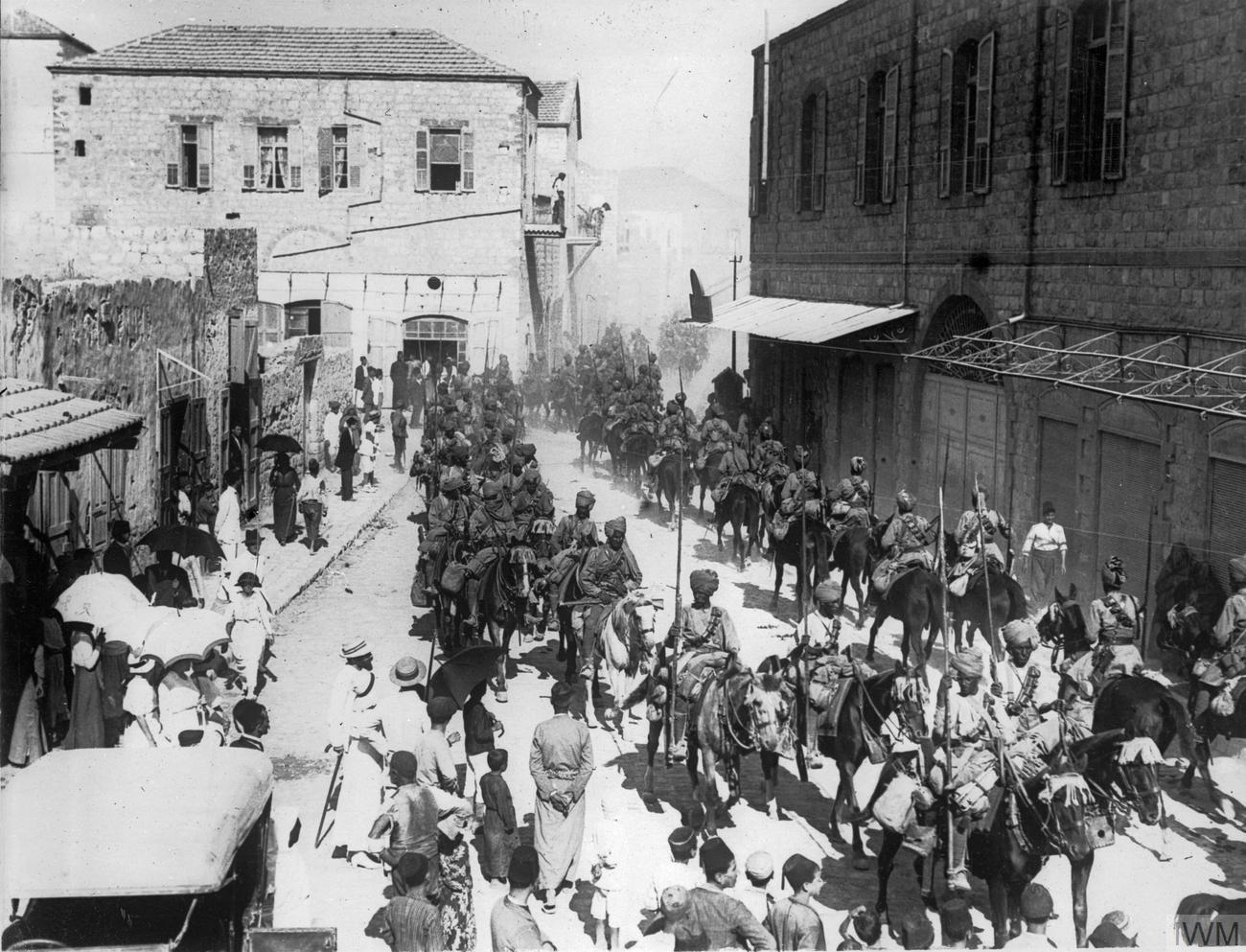
Les lanciers indiens défilant dans Haïfa en 1918

- Monument commémorant la libération de la Palestine du joug des Turcs en 1918.

Au début de la Première Guerre mondiale, la totalité de la baie de Haïfa est placée sous blocus et minée par les Turcs. Haïfa ne subit pas de destruction importante pendant la guerre, mais le blocus entrainant la cessation de toutes activités économiques et commerciales, conduisit à une grande famine dans le nord de la Palestine.
Les troupes britanniques vont engager la bataille pour conquérir la ville. Celle-ci ne durera que deux jours, causant peu de dégâts et relativement peu de morts. Le 23 septembre 1918, la ville est prise par les lanciers de Mysore et de Jodhpur et passe sous contrôle britannique,,.
En 1982, lors de la restauration de la pyramide du Kaiser, la municipalité décide d'ajouter sur le site, un vieux canon turc, qui se trouvait auparavant au jardin du Souvenir en face de la mairie d'Haïfa.
Les deux monuments sont situés à quelques mètres l'un de l'autre.
Une plaque en bronze avec un texte en anglais et en hébreu, explique la raison de ces deux monuments:
« DES ANNALES D'HAIFA

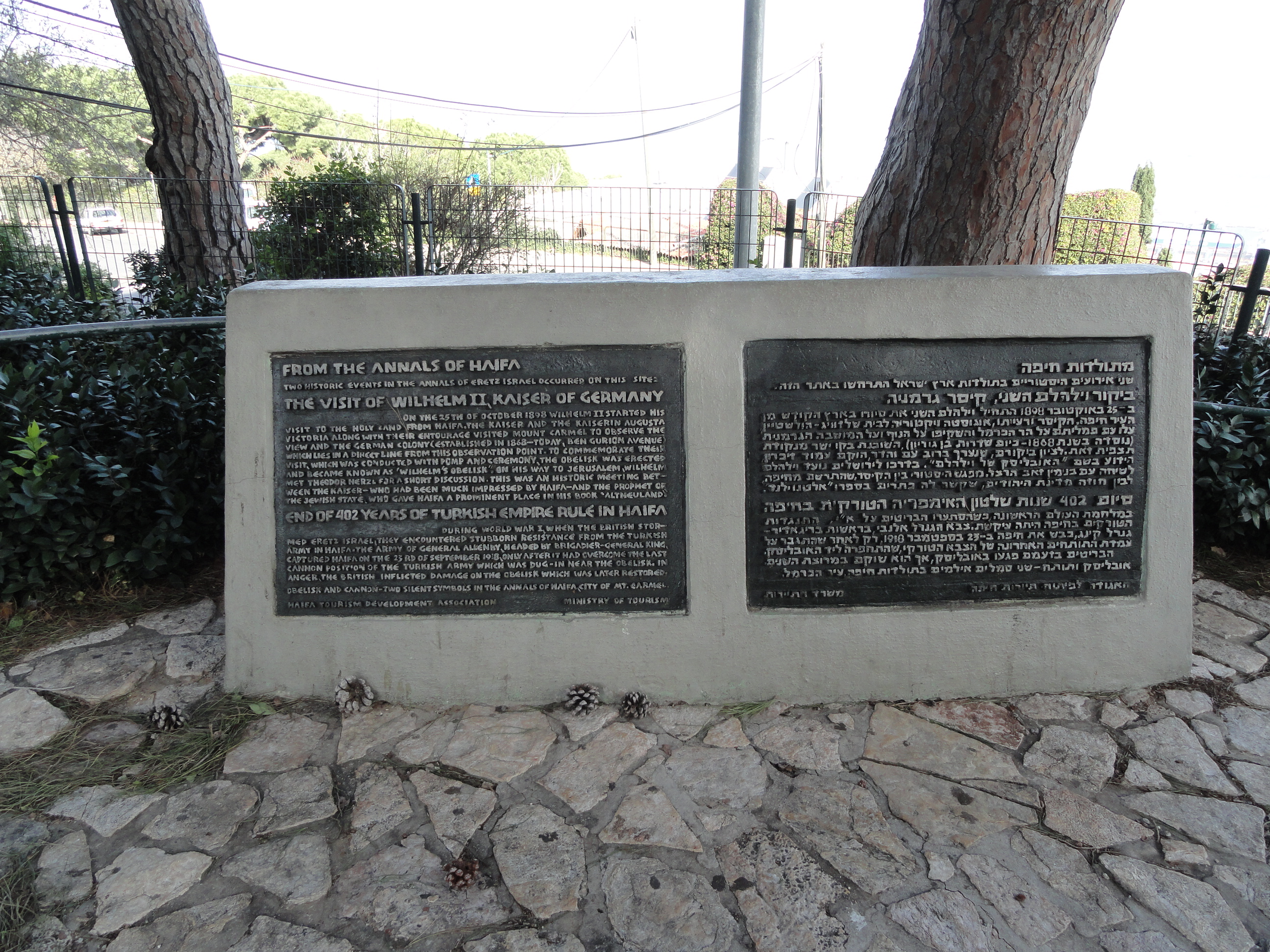
Plaque explicative

Deux évènements historiques dans les annales d'Eretz Israel se sont produits sur ce site:
LA VISITE DE GUILLAUME II, EMPEREUR D'ALLEMAGNE
Le 25 octobre 1898, Guillaume II débute sa visite de la Terre sainte à partir d'Haïfa. L'empereur et l'impératrice Augusta-Victoria, accompagnés de leur entourage, visitèrent le mont Carmel pour observer la vue et la Colonie allemande établie en 1868 (aujourd'hui l'avenue Ben Gourion qui se situe dans l'alignement direct de ce point d'observation). Pour commémorer leur visite, qui se déroula avec pompe et cérémonial, l'obélisque a été érigé et devint connu sous le nom d'obélisque de Guillaume. Sur son chemin vers Jérusalem, Guillaume rencontra Theodor Herzl pour une courte discussion. Ce fut une rencontre historique entre l'empereur, qui avait été très impressionné par Haïfa, et le prophète de l'État juif, qui donna à Haïfa une place prééminente dans son livre Altneuland.

FIN DE 402 ANNÉES DE POUVOIR DE L'EMPIRE TURC A HAIFA
Pendant la Première Guerre mondiale, les Britanniques prirent Eretz Israel. Ils rencontrèrent une résistance opiniâtre de l'armée turque dans Haïfa. L'armée du général Allenby, ayant à sa tête le général de brigade King, captura Haïfa le 23 septembre 1918, après avoir vaincu la dernière position de canons de l'armée turque qui était dissimulée près de l'obélisque. En colère, les Britanniques infligèrent des dommages à l'obélisque, qui fut par la suite restauré. Deux symboles silencieux dans les annales de la ville de Haïfa sur le mont Carmel.

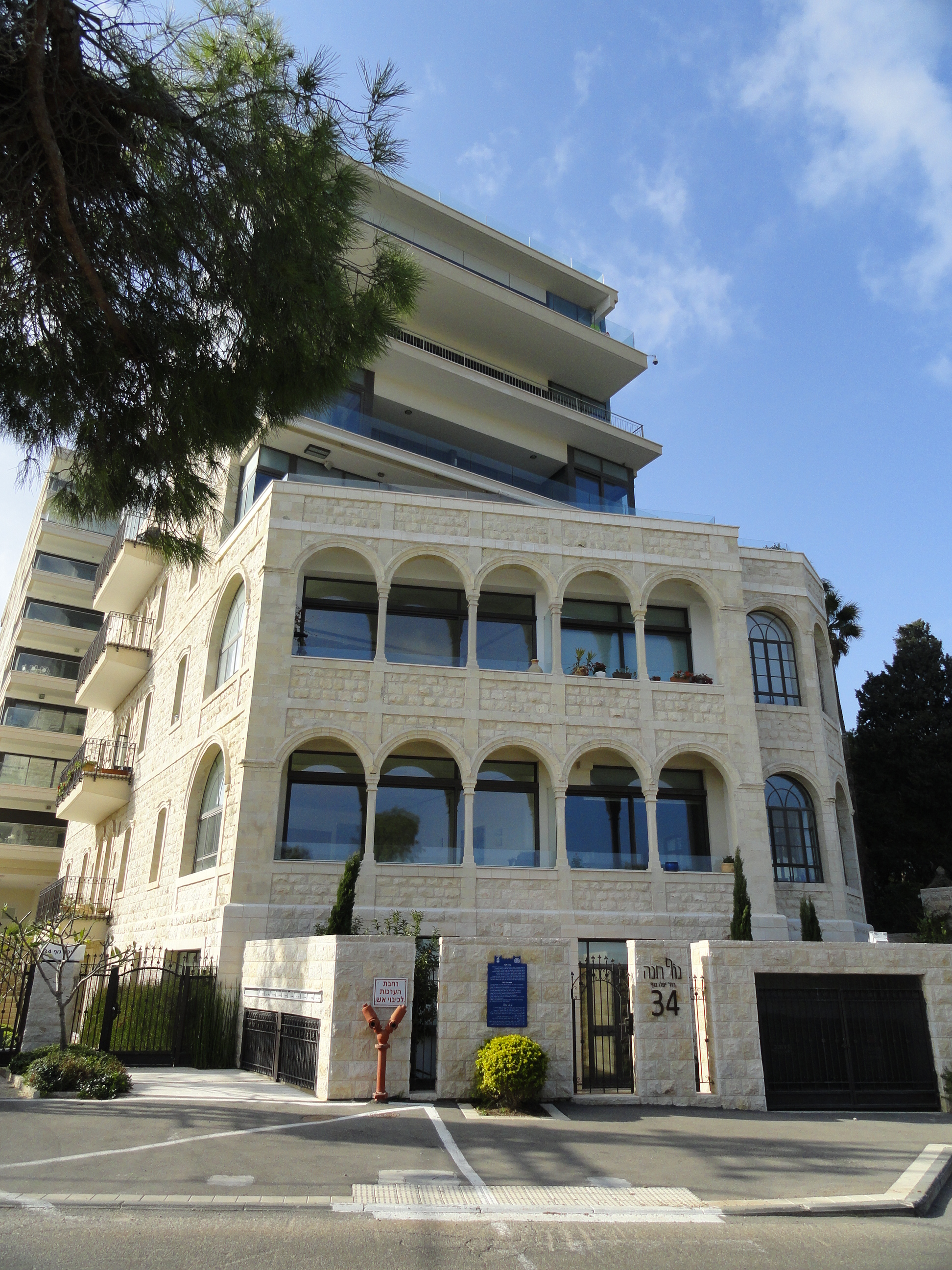
La maison Nof Hanna transformée en complexe d'habitations de luxe

 Association pour le développement touristique de Haïfa – Le Ministre du Tourisme »

### Nof Hanna
Au 34 rue Yefe Nof, se trouve la maison historique appelée Nof Hanna, l'une des premières maisons construites sur le mont Carmel au début des années 1900. Entre 1922 et 1931, le bâtiment est loué à l'hôtel Herzelia, et entre 1932 et 1935, il est connu sous le nom de Pension Beit Teltcsh.

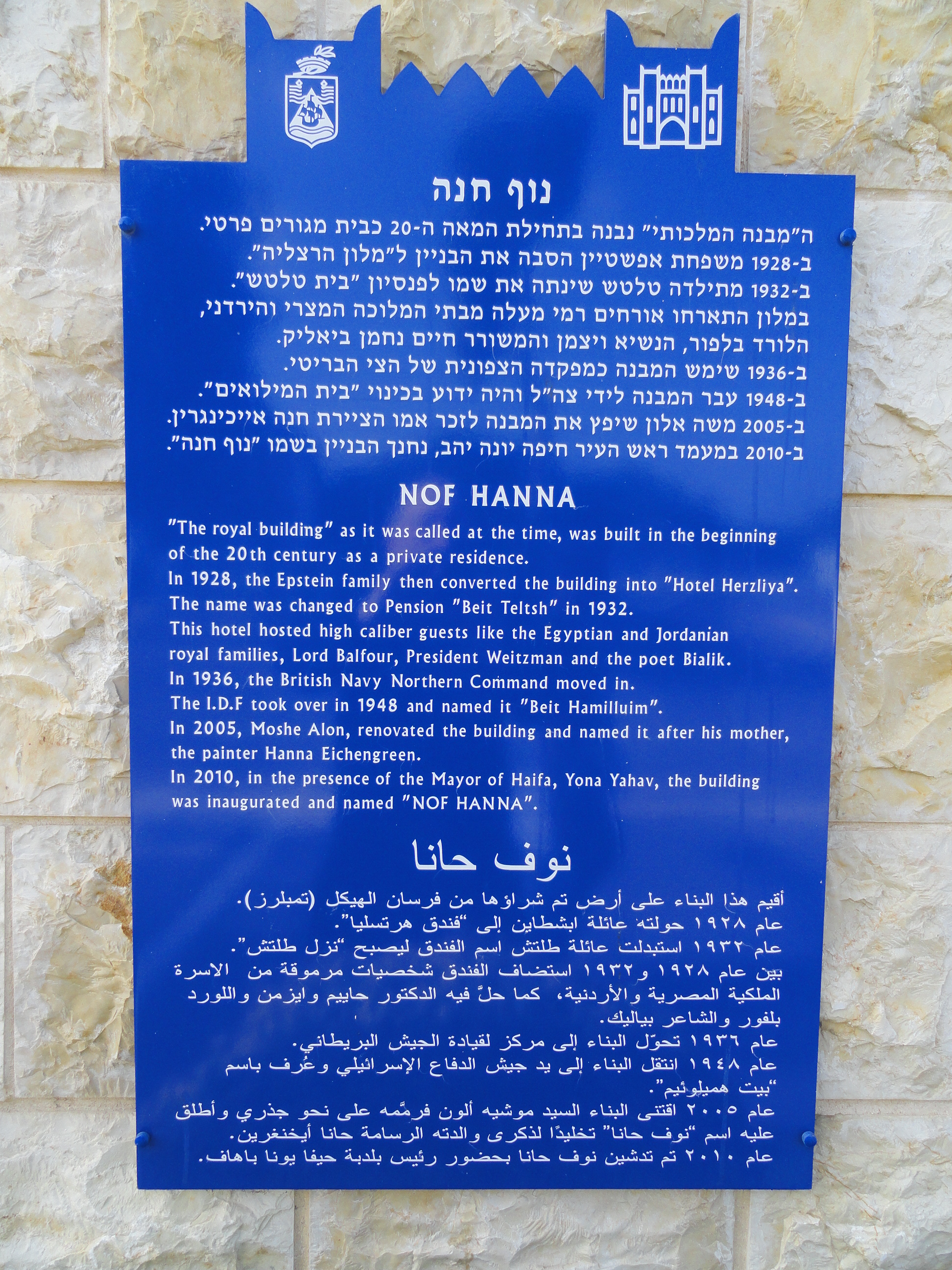
Plaque explicative du Ministère du Tourisme

À cette époque, le bâtiment est considéré comme étant un des hôtels les plus luxueux d'Haïfa, avec du fait de sa situation en haut du Carmel, un air moins étouffant l'été que dans la ville basse, et offrant à ses clients une vue imprenable sur toute la côte nord de la Palestine. Parmi les personnes célèbres ayant fréquenté cet hôtel, on peut citer entre autres, le poète Haïm Nahman Bialik, l'écrivain et journaliste yiddish Sholem Asch, le philosophe Arthur Biram, l'activiste sioniste russe Shmaryahu Levin, le futur Premier ministre britannique Arthur Balfour et Chaim Weizmann le futur premier président de l'État d'Israël, ainsi que pendant la période de la Pension Beit Teltcsh, Abdallah, émir de Transjordanie avant de devenir roi de Jordanie.
En 1936, le bâtiment est occupé par l'armée britannique. En 1948, l'Armée de défense d'Israël, Tsahal, s'y installe.
Malgré le caractère historique du bâtiment, l'immeuble est acheté en 2005 par la société Alon Global Inc du constructeur Moshe Alon, qui rénove la structure et y adosse un immeuble d'habitations de luxe. Il nomme l'ensemble Nof Hanna en l'honneur de sa mère la peintre Anna Eichengreen. Dina Amar et Avraham Korial, architectes et urbanistes, ainsi qu'Orly Axelrod-Fogel, architecte, sont chargés de ce projet.
La rénovation est terminée en 2010 et le bâtiment inauguré par le maire d'Haïfa Yona Yahav. Le complexe d'habitations est début 2013 en phase terminale.